# 리프캐스팅
리프캐스팅이란 결실되거나 바스러지는 훼손된 종이자료의 물리적 복원 방법의 하나로 기계식 배접장비이다.

## 방법
벌레 먹거나 구멍 난 결손 부분에 원지의 종이 섬유와 비슷한 섬유를 흘려 메움으로써 다시 1장의 종이로 재구성하는 방법이다. 식물성 셀룰로스가 물속에서 수소 결합하는 종이의 원리를 그대로 적용한 것이다.

## 장단점

### 장점
이 방법은 인력과 시간이 많이 사용되는 기존의 동양의 한 구멍 한 구멍을 손으로 때워주는 전통적 방법에 비해 시간적으로 경제적으로 절약된다. 또한 종이자료의 물리적 강도 보강처리와 동시에 화학적으로 탈산처리까지 병행할 수 있는 장점을 가지고 있어 곰팡이나 해충에 의해 훼손된 자료나, 산성화가 많이 진행된 신문자료에 적합한 보존처리법이다.

### 단점
외발식으로 뜬 한국의 문서류들은 간혹 그 발을 맨 부분(chain line)이 구멍이 나있어 이 문서에 리프캐스팅 방식을 적용하면 결손부분 뿐 아니라 이 구멍들마저 모두 막히게 된다. 또한 염색된 기록물들도 다량의 물을 취급하여야 하므로 사용 불가능하다.